# Joseph Kiprono Kiptum
Joseph Kiprono Kiptum (* 25. September 1987) ist ein kenianischer Langstreckenläufer, der sich auf Straßenläufe spezialisiert hat.

## Werdegang
2009 wurde er Fünfter beim Daegu-Marathon. Im Jahr darauf wurde er Dritter beim Göteborgsvarvet und gewann den Zwolle-Halbmarathon. 2011 gewann er den Kerzerslauf, wurde im April Siebter beim Berliner Halbmarathon und Zweiter bei der Route du Vin. Im Juni gewann er in diesem Jahr auch den Hamburg-Halbmarathon in 1:03:15 h.
2012 folgte einem achten Platz beim Berliner Halbmarathon mit 1:00:26 h in persönlicher Bestzeit im Mai ein Sieg beim Hannover-Marathon.
Im August 2013 war Kiprono beim „Kärnten läuft“-Halbmarathon in Klagenfurt Dritter geworden.
Im September 2018 beim Halbmarathon von Medellín (Kolumbien) wurde Joseph Kiprono in Führung liegend etwa 1,5 km vor dem Ziel von einem Auto angefahren, das eine Straßensperre missachtet hatte. Er wurde medizinisch versorgt und kam mit Prellungen und Schürfwunden in ein Krankenhaus. Er hatte diesen Halbmarathon bereits 2015 gewonnen.

## Persönliche Bestzeiten
- 10.000 m: 28:10,86 min, 31. Mai 2008, Neerpelt
- Halbmarathon: 1:00:26 h, 1. April 2012, Berlin
- Marathon: 2:09:56 h,	Hannover